# La Campana (editorial)
La Campana és una editorial catalana fundada l'any 1985 a Barcelona per Josep Maria Espinàs i Isabel Martí i Cañellas. Entre les seves peculiaritats hi ha la limitació de publicar un màxim de vint llibres l'any. Aquesta limitació afavoreix que els seus llibres els col·loquin en les llistes de més venuts per Sant Jordi. Entre els autors habituals hi ha Albert Sánchez Piñol, Josep Maria Espinàs i Massip, Manuel de Pedrolo i Miquel Martí i Pol.
Entre els anys 1987 i 2010, convocà conjuntament amb l'Ajuntament de Sabadell el premi Pere Quart d'humor i sàtira, el guanyador del qual publicà. L'any 2019 fou adquirida pel grup Penguin Random House.

## Llibres destacats
- Tor, de Carles Porta
- Victus (2012) d'Albert Sánchez Piñol
- L'avi de 100 anys que es va escapar per la finestra (2012) de Jonas Jonasson
- Wonder de R.J.Palacio